# Raast
Raast (урду راست‎ букв. "прямой") - система мгновенных платежей, разработанная Государственным банком Пакистана. Он работает с использованием современной пакистанской системы быстрых платежей (PFPS), облегчающей расчеты розничных платежей на небольшую сумму в режиме реального времени, включая межбанковские одноранговые (P2P) и транзакции от человека к продавцу (P2M). Он также позволяет осуществлять цифровые платежи между банками, предприятиями и частными лицами, предлагая бесплатную, быструю и надежную услугу "от человека к человеку" (P2P) на территории Пакистана. Пользователи могут удобно отправлять или получать деньги, используя идентификаторы Raast, которые привязаны к их номерам мобильных телефонов и банковским счетам, что делает процесс плавным и бесплатным.

## История
Raast был запущен тогдашним премьер-министром Имраном Ханом 11 января 2021 года. Raast - это проект, возглавляемый Государственным банком Пакистана, получившая поддержку от Фонда Билла и Мелинды Гейтс и Karandaaz Pakistan. Он был разработан при содействии Всемирного банка.
Raast peer-to-peer был запущен в феврале 2022 года для обеспечения личных транзакций и облегчения бесплатного цифрового банкинга.